# 太和公主 (唐憲宗之女)
太和公主，唐宪宗李纯女，生母不详。唐朝和亲公主之一。
生年不详，仅知为唐穆宗第五妹，长庆元年（821年）二月，封为太和公主。同年，与回鹘汗国保义可汗的儿子崇德可汗和亲，并成为可敦，封仁孝端丽明智上寿可敦。由左金吾卫大将军胡证等护送出塞。崇德可汗盛礼相迎，为建牙账。长庆四年（824年）崇德可汗去世后，仍留居回鹘。回鹘因内乱瓦解后，黠戛斯得太和公主。由达干十人送还唐朝途中，又被回鹘的乌介可汗劫持。会昌三年（843年），唐武宗和宰相李德裕派天德军使石雄击败回鹘乌介可汗，迎回太和公主，乌介可汗北逃。唐武宗改封姑母為定安大长公主。为之置府。